# Granat obronny wz.33
Granat obronny wz.33 – granat obronny polskiej konstrukcji i produkcji z okresu przed II wojną światową. Wprowadzony do uzbrojenia Wojska Polskiego w 1933 roku, był używany w czasie kampanii wrześniowej w 1939 r.

## Konstrukcja
Skorupa granatu wz.33 była odlewana z żeliwa (szara drobnoziarnista surówka o składzie: Si: 2,3 – 3%, Mn: 0,8 – 1%, P: 0,3 – 0,4%, S: 0,02 – 0,05%) i posiadała nacięcia ułatwiające fragmentację (pole rażenia do około 100 m). Granaty uzbrajano w zapalnik samoczynny czasowy wz.GR 31, który posiadał podwójną iglicę i dwie spłonki zapalające. Skorupa granatu wz.33, w odróżnieniu od skorupy wz.24 posiadała otwór z gwintem o większej średnicy, przystosowany do wkręcenia aluminiowej tulei (osłony spłonki pobudzającej zapalnika). Jej zadaniem było szczelne zamknięcie skorupy – ochrona przed wilgocią i zabezpieczenie materiału wybuchowego.
Skorupy granatów wz.24 i wz.33 elaborowano m.in. trotylem, szedytem lub zmielonym prochem nitroglicerynowym.

## Produkcja
Na przestrzeni lat okresu międzywojennego organy takie jak: Departament III Artylerii i Uzbrojenia (późn. Departament Uzbrojenia) Ministerstwa Spraw Wojskowych – Wydział IV Amunicji, Wojskowy Zakład Zaopatrzenia Uzbrojenia (od 1.10.1932 r. Kierownictwo Zaopatrzenia Uzbrojenia) zawiązywały umowy z firmami prywatnymi (fabryki maszyn rolniczych, narzędzi i z odlewniami) na wykonywanie żeliwnych skorup granatów obronnych. Skorupy pakowano do transportowych skrzyń drewnianych, które plombowano (plomba z godłem państwowym i cechą rzeczoznawcy) i odsyłano, zgodnie z wytycznymi zawartymi w umowie do odpowiednich wytwórni wojskowych (m.in. Warsztaty Amunicji Specjalnej, fort Piłsudskiego, Warszawa) gdzie zajmowano się finalnym wykonaniem granatów – wypełnieniem skorup materiałami wybuchowymi. Skorupy malowano ostatecznie farbą asfaltową lub farbą ochronną (khaki). Gotowe granaty (bez zapalników) pakowano po 24 szt. do drewnianych skrzyń transportowych.

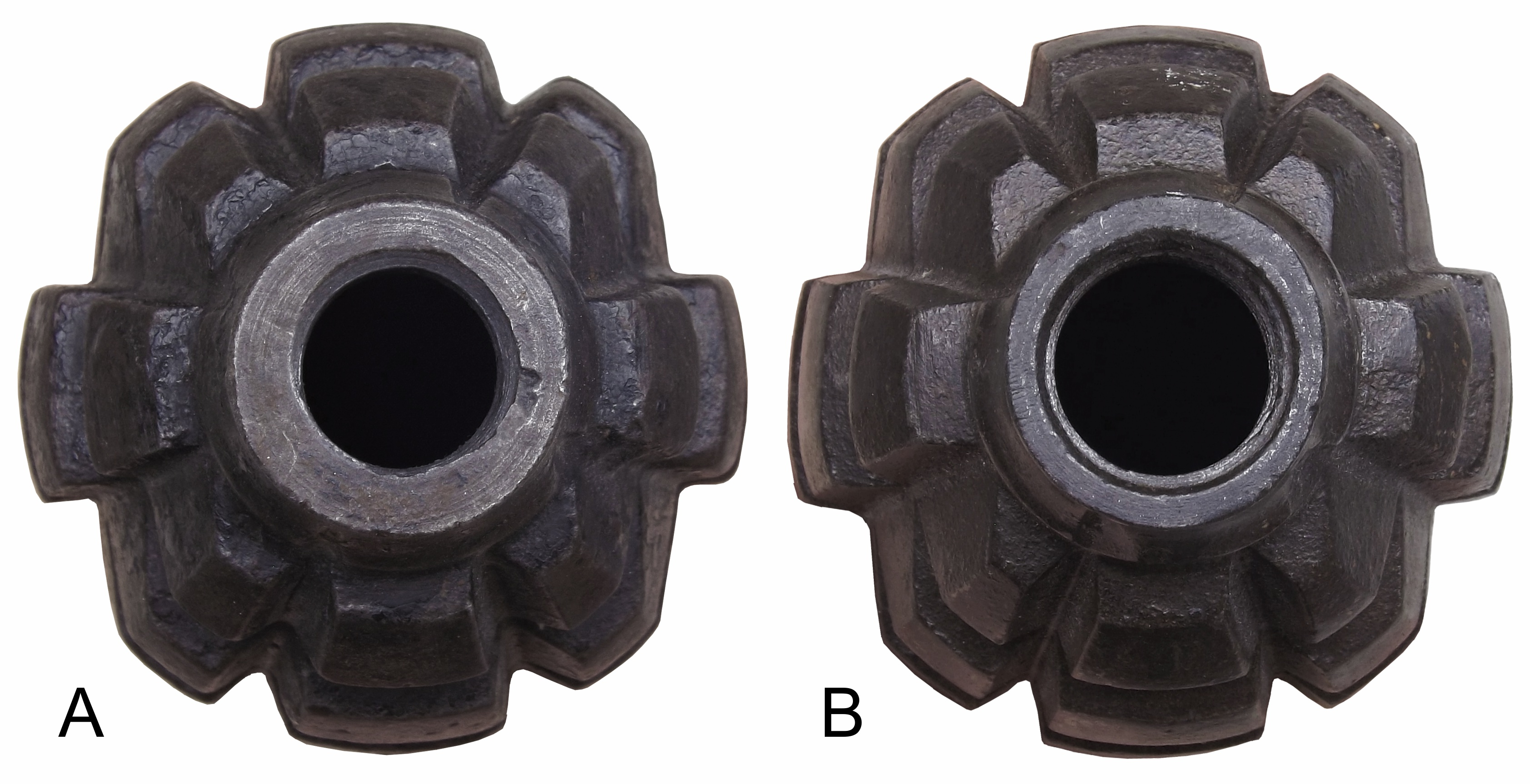
Nagwintowane otwory: a) dla zapalnika [skorupa wz.1924], b) dla osłony spłonki pobudzającej [skorupa wz.1933]. (MPWP/P.M.)

Poniżej znajduje się zestawienie znaków producentów skorup granatów obronnych wz.1924 i wz.1933, które zostało wykonane na podstawie zachowanych egzemplarzy skorup:

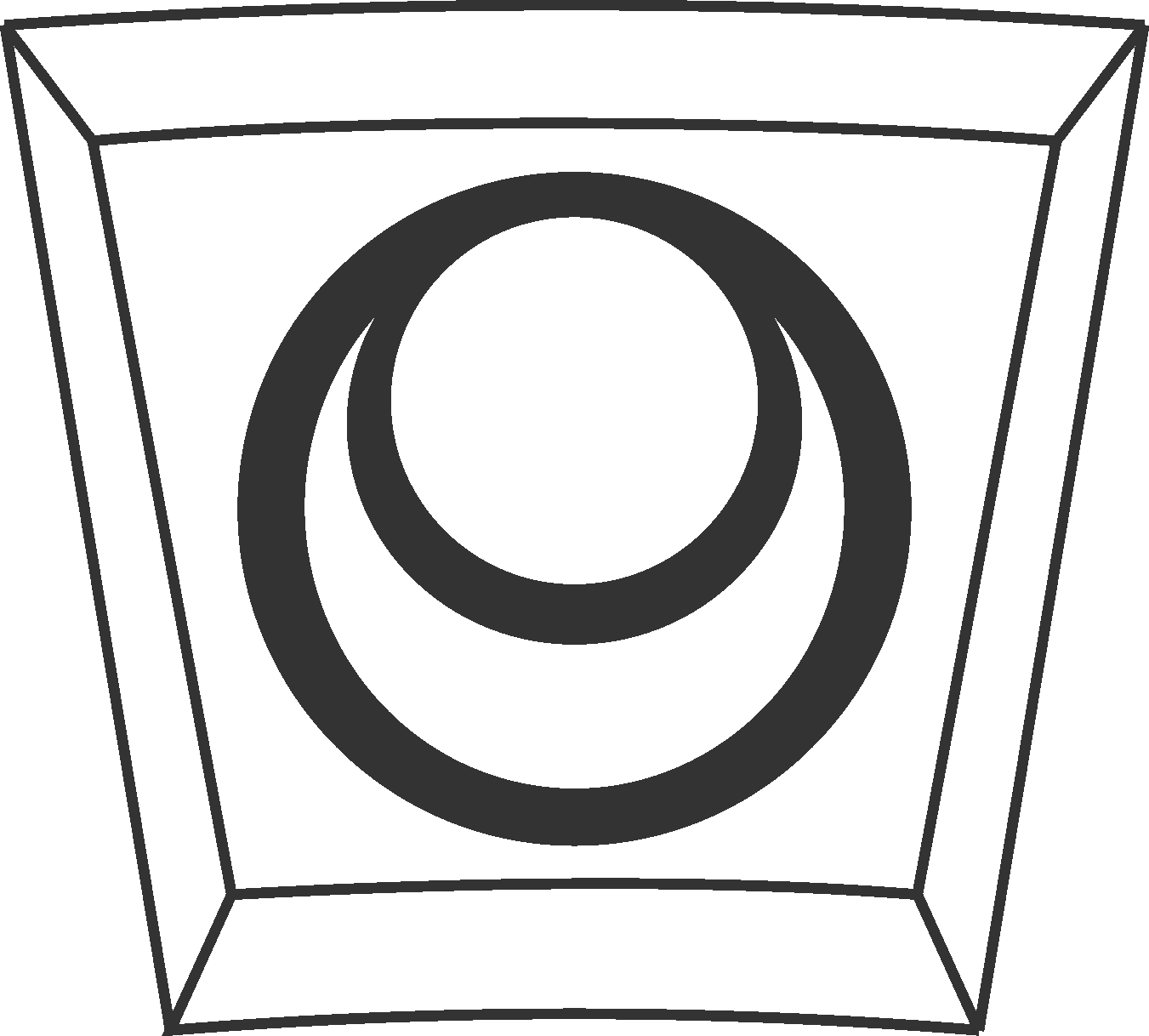
1. "J. John" (znak fabryczny) [wz.24]
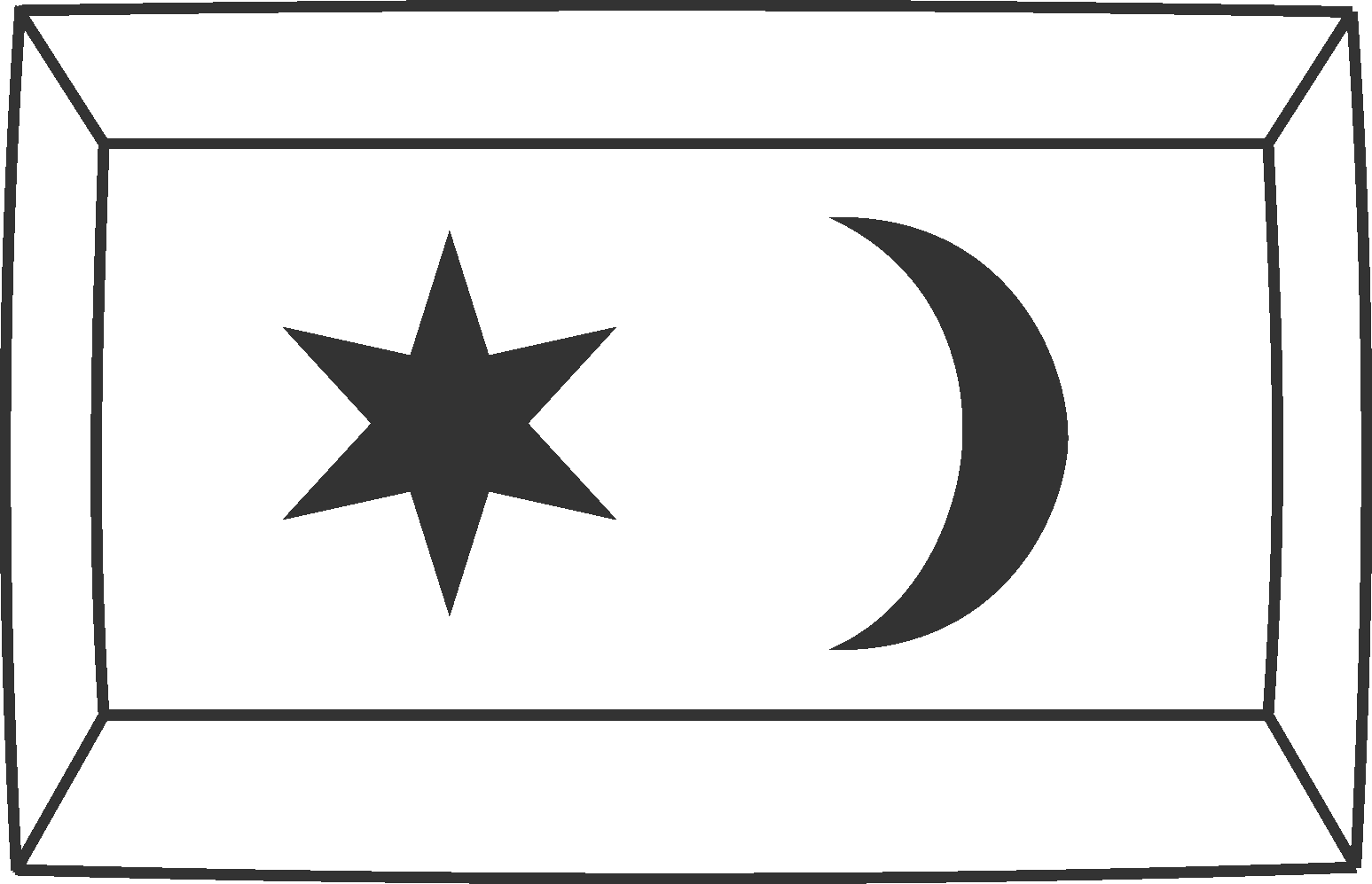
2. "Stąporków" (znak fabryczny) [wz.24 i wz.33]
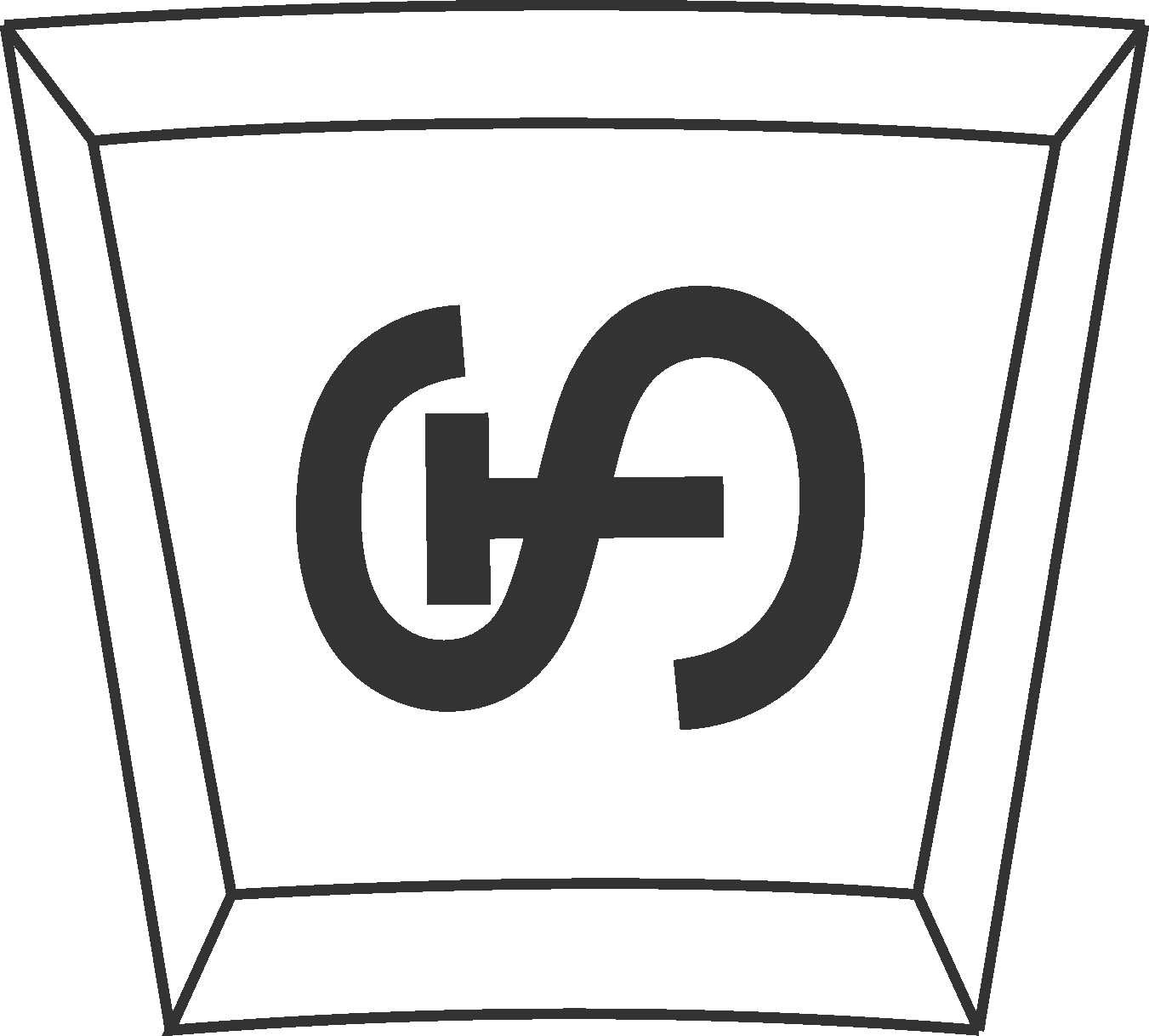
3. "Starachowice" (znak fabryczny) [wz.24]
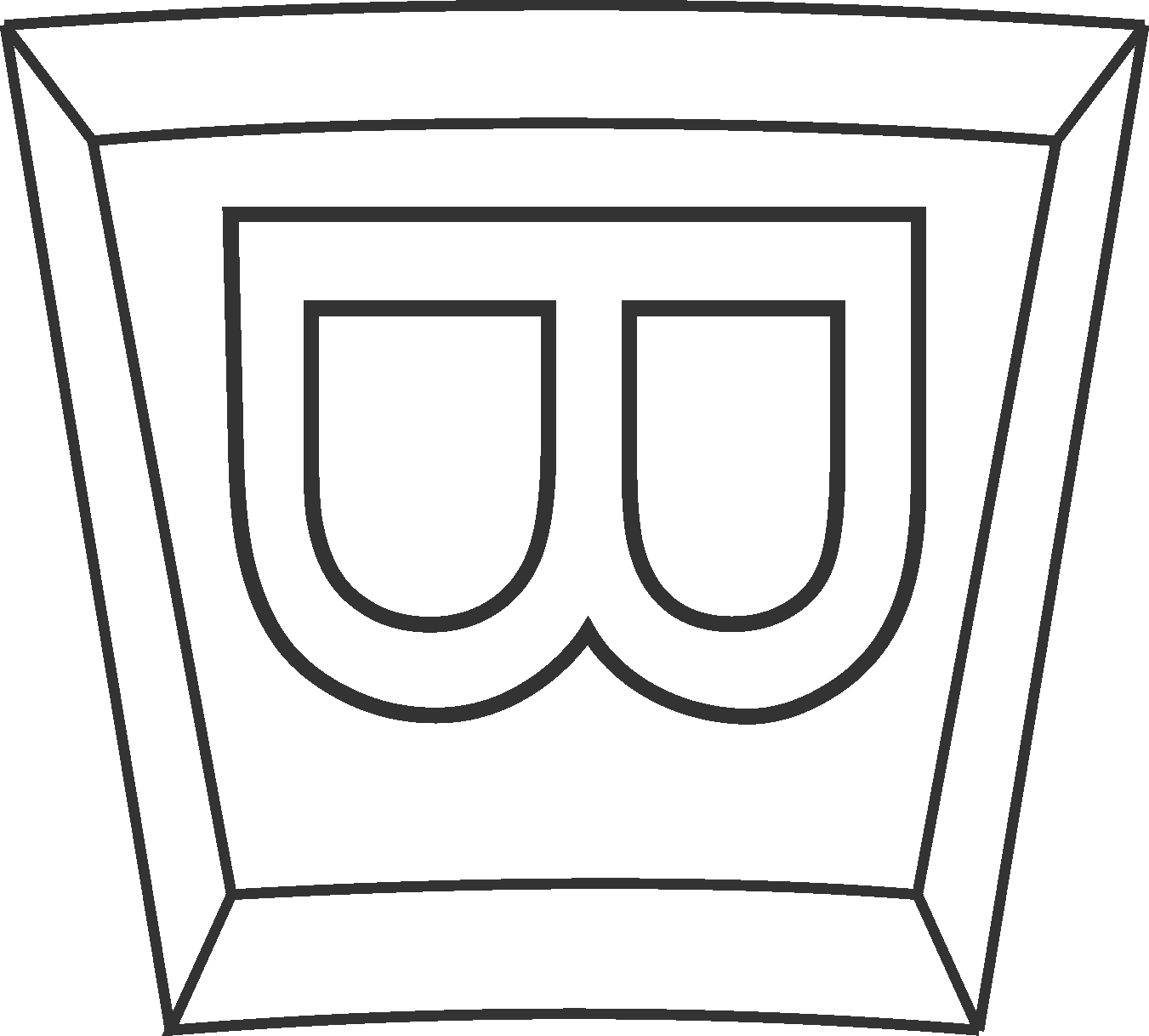
4. "Borek" [wz.24 i wz.33]
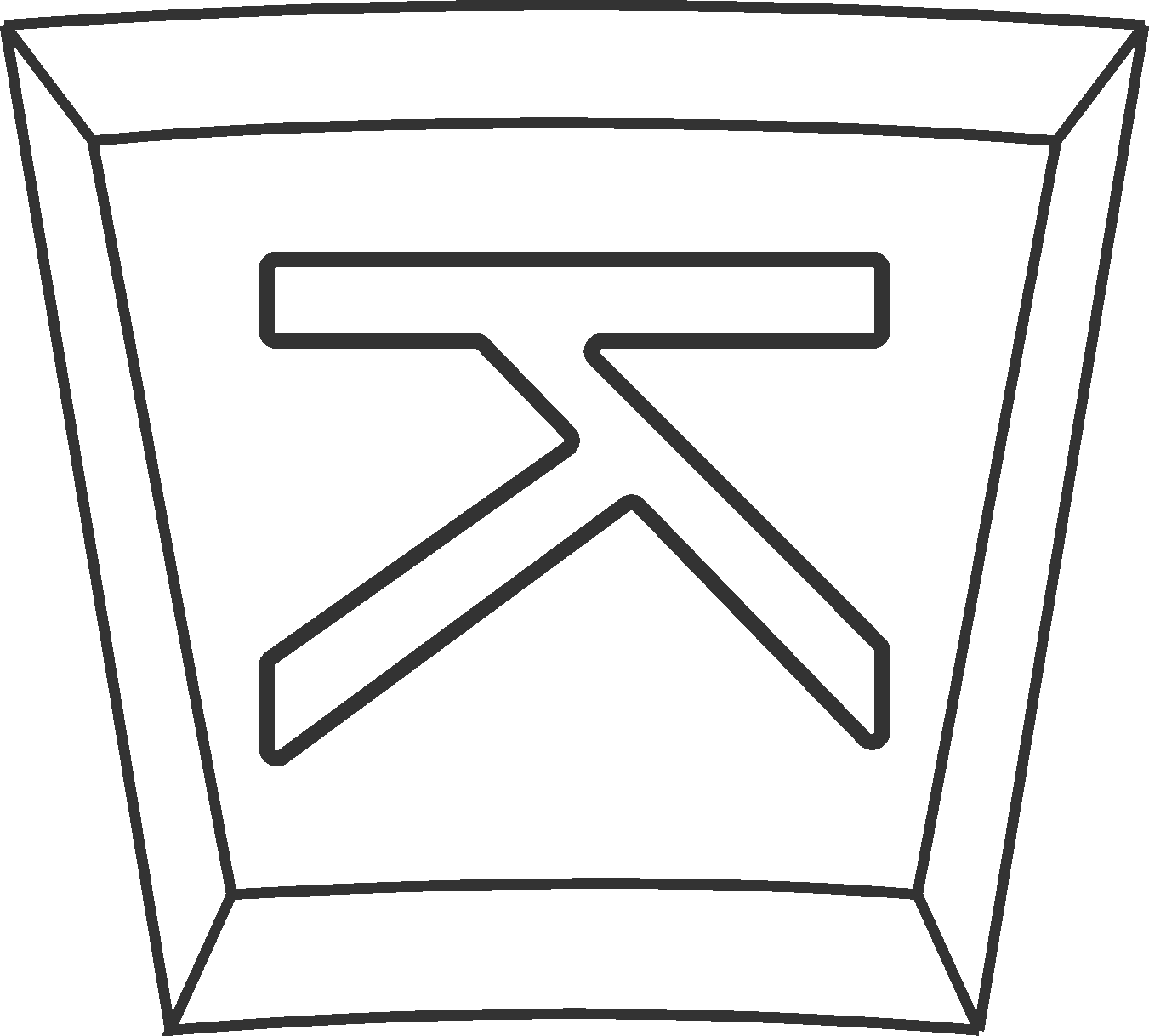
5. "W. Klimek" [wz.33]
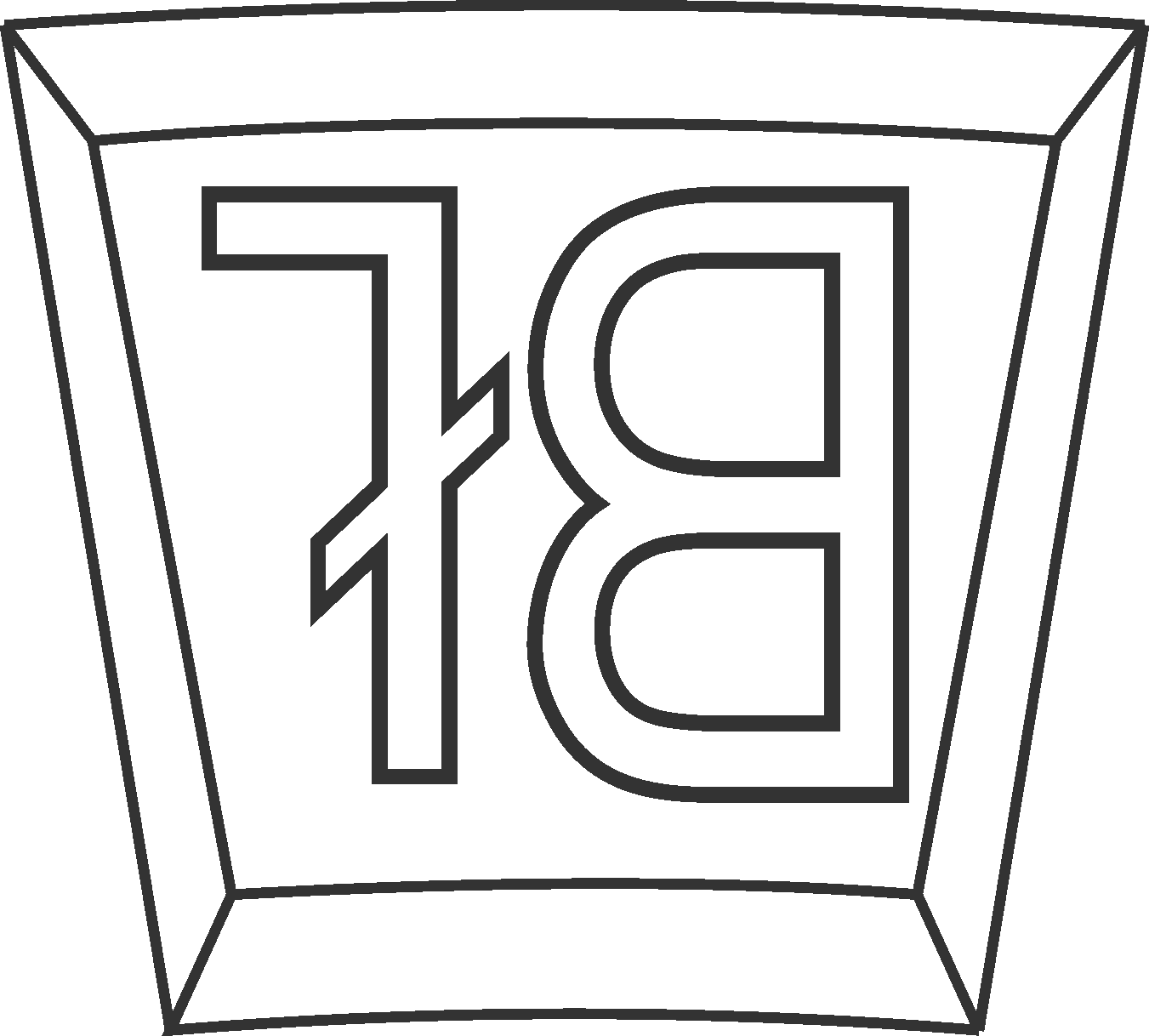
6. "Białogon" [wz.33]
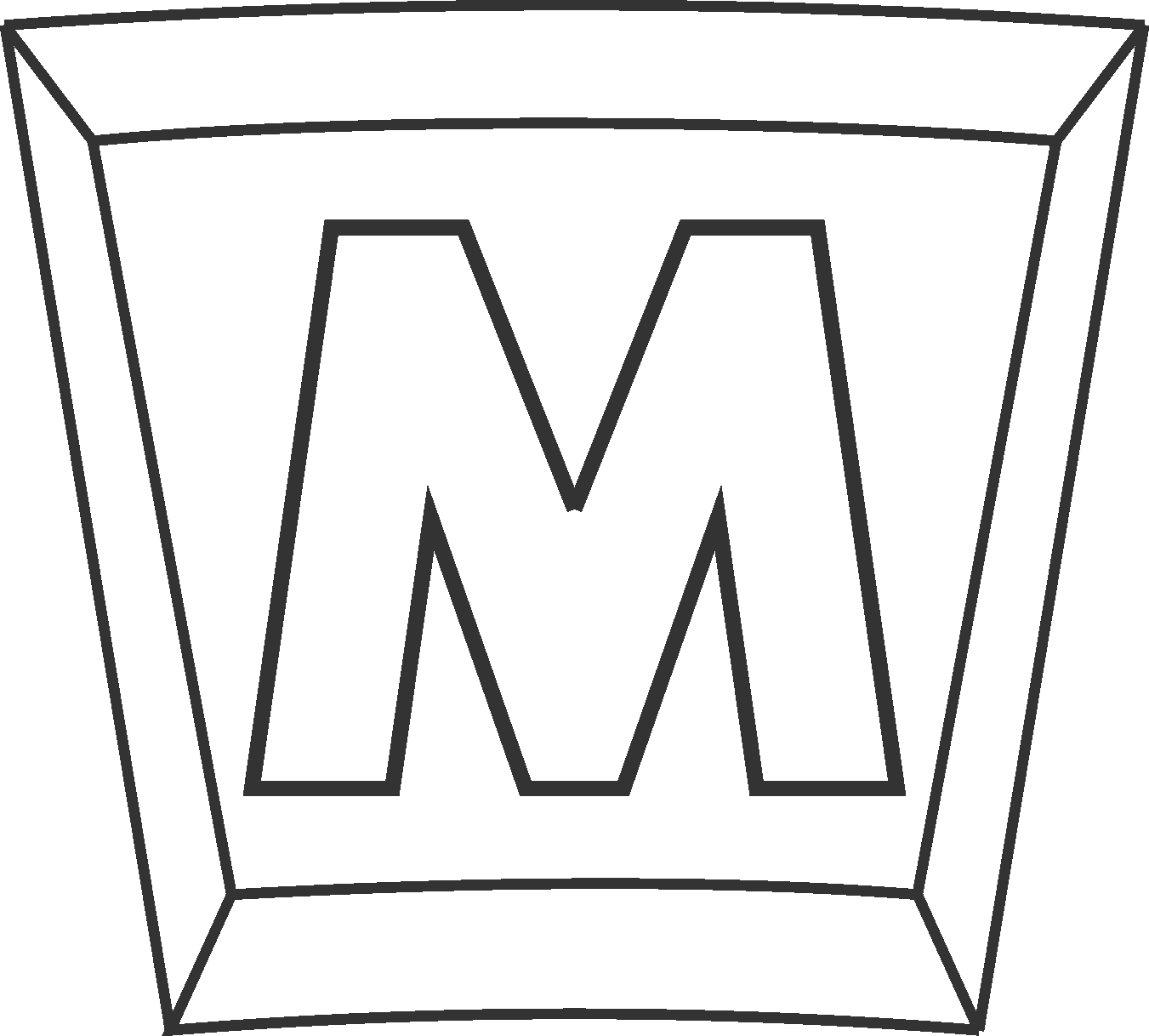
7. "W", pkt. 7-9, prawdopodobnie "St. Weigt" [wz.24 i wz.33]
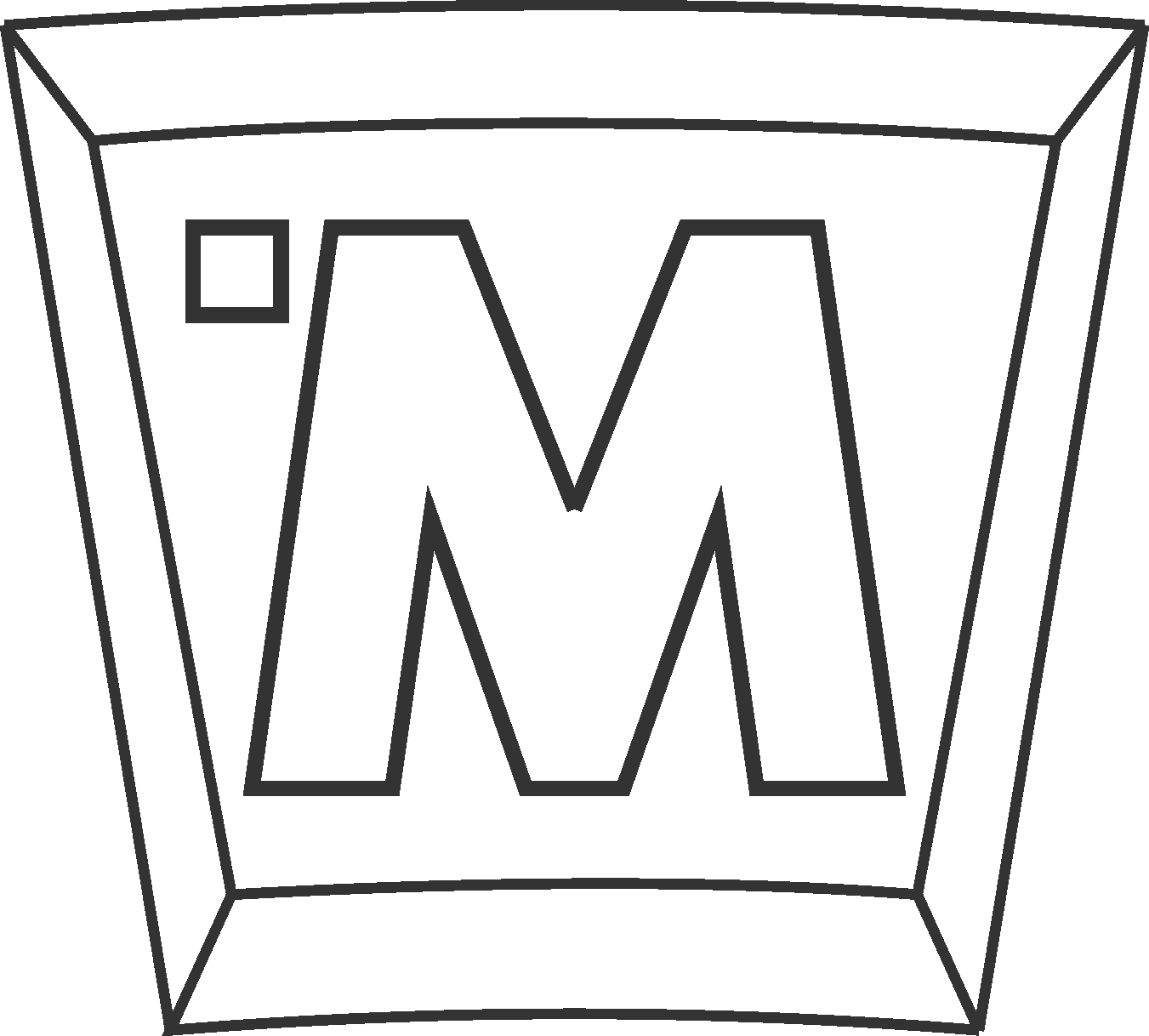
8. "W." (jak w pkt. 7 i 9) [wz.24]
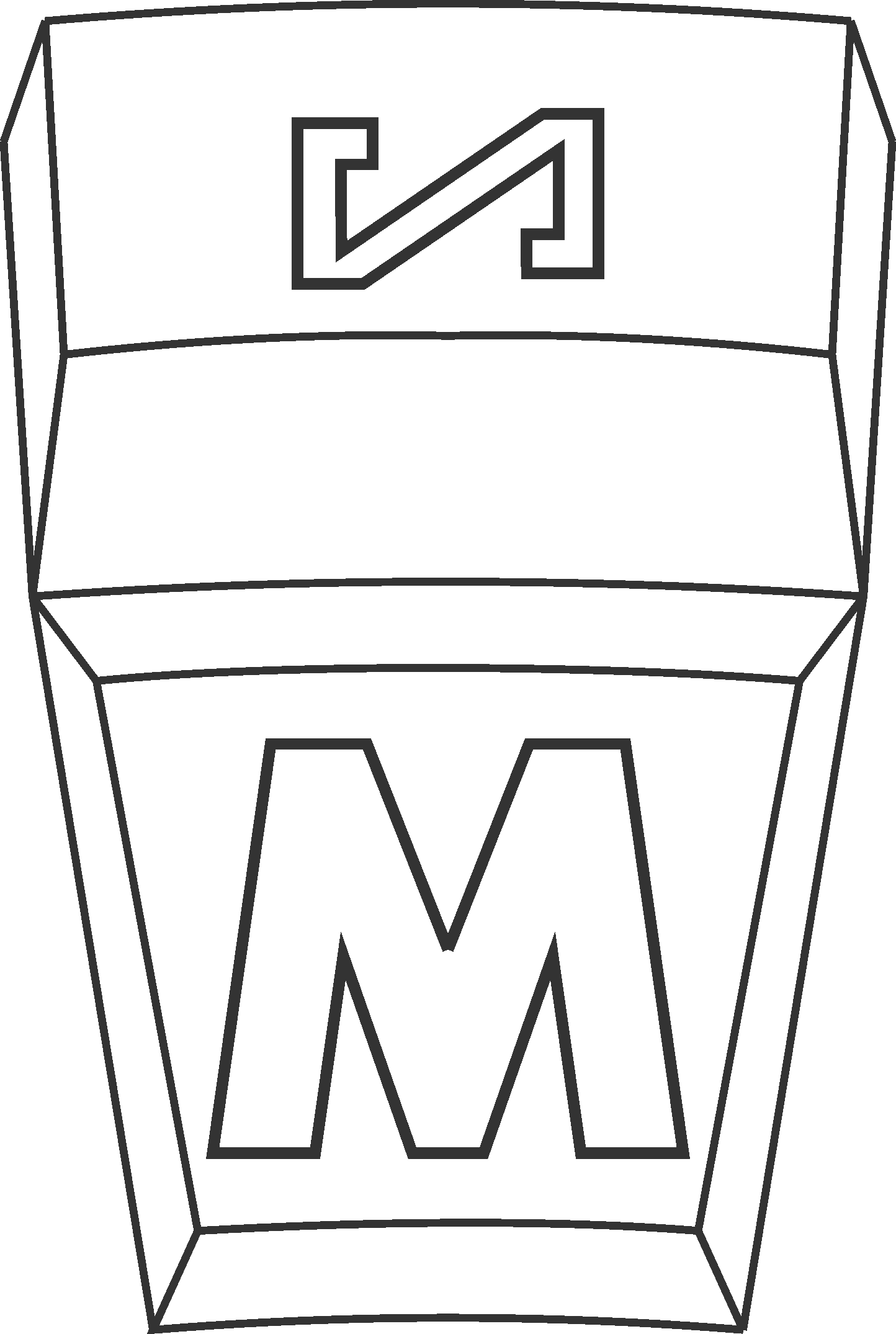
9. "W" (jak w pkt. 7 i 8)
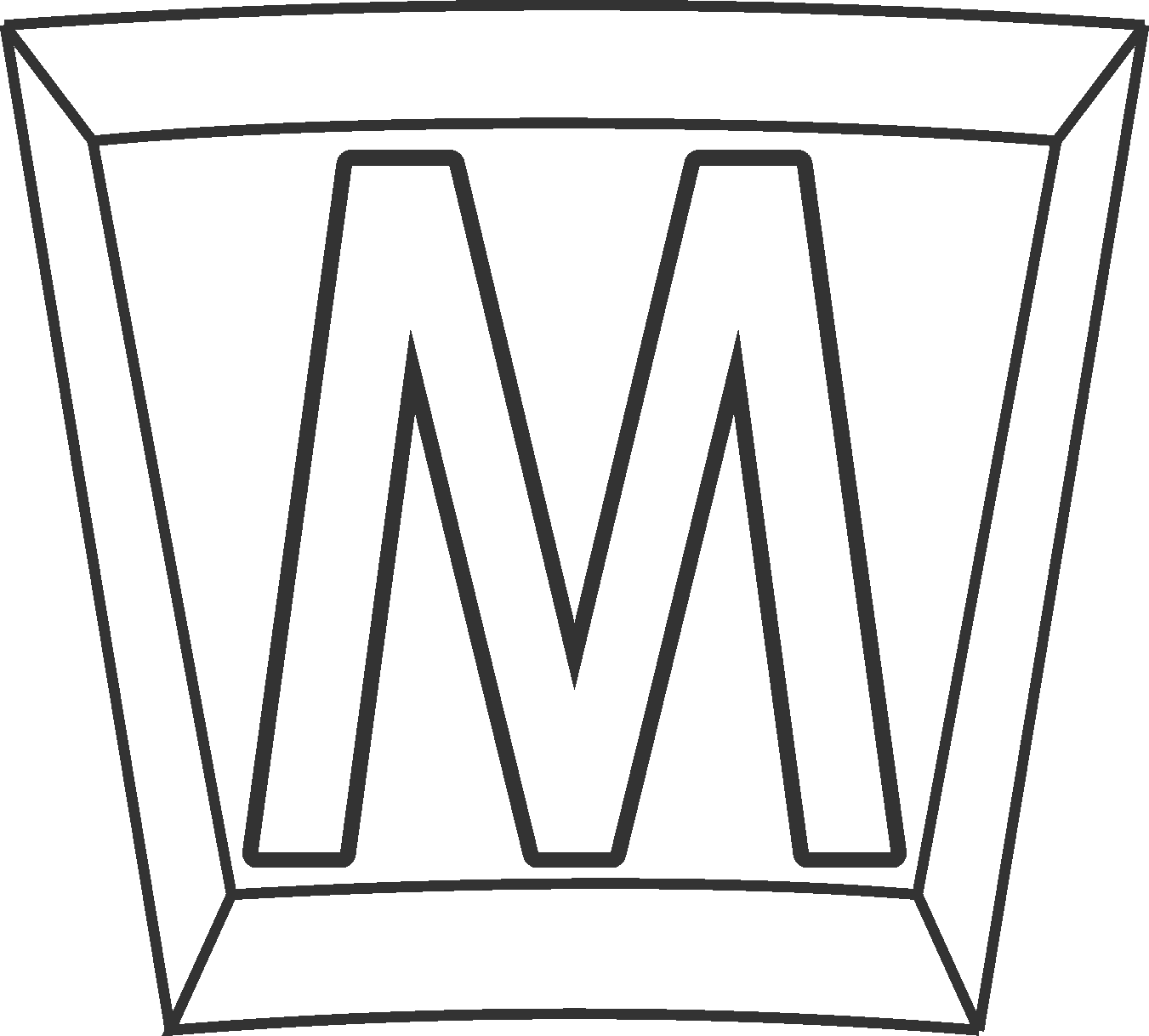
10. "W" (czcionka odmienna od sygnatur z pkt. 7-9)
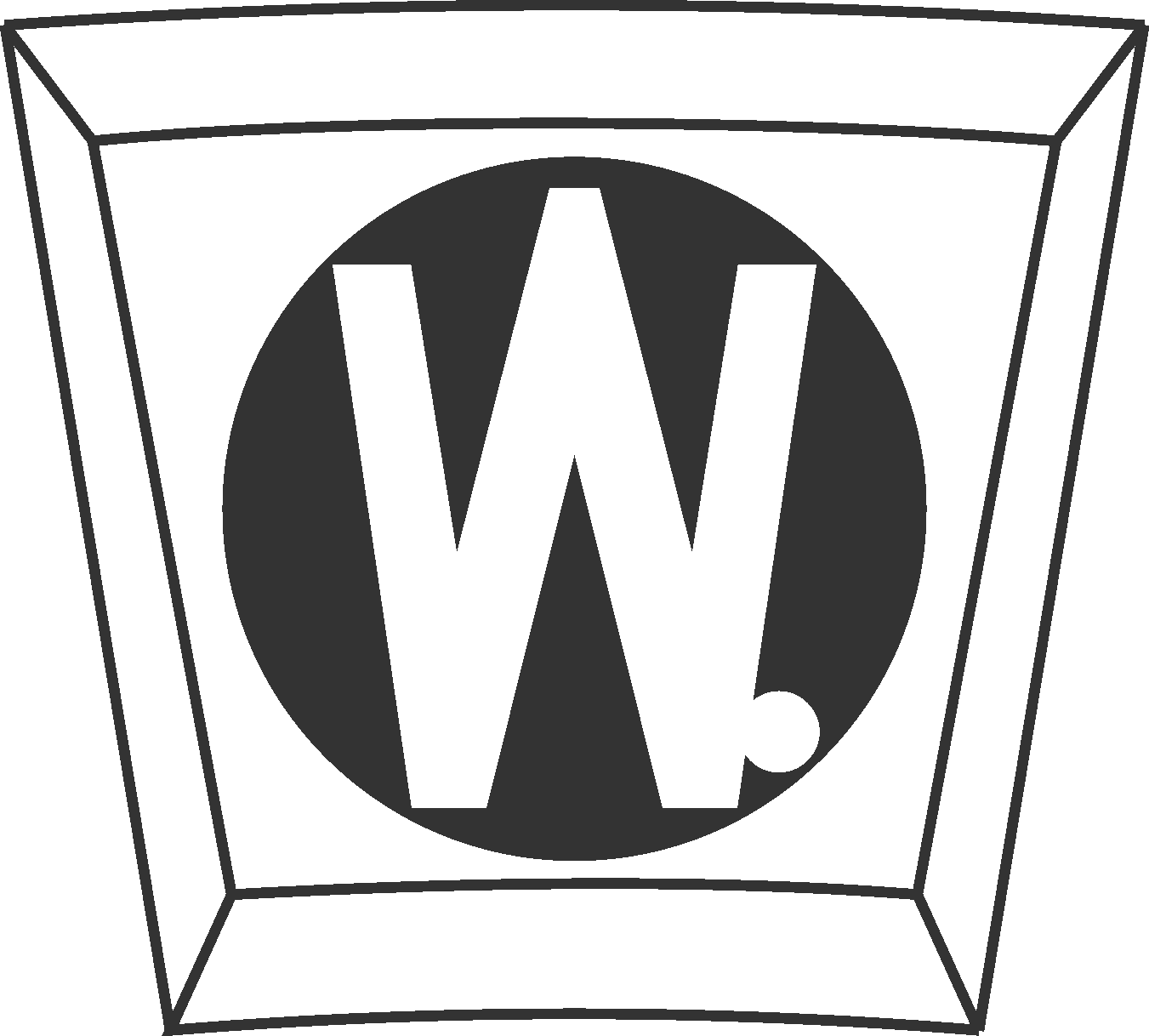
11. "W." w okręgu. Wysoka częstotliwość występowania na skorupach wz.33 może sugerować firmę "M. Wolski".
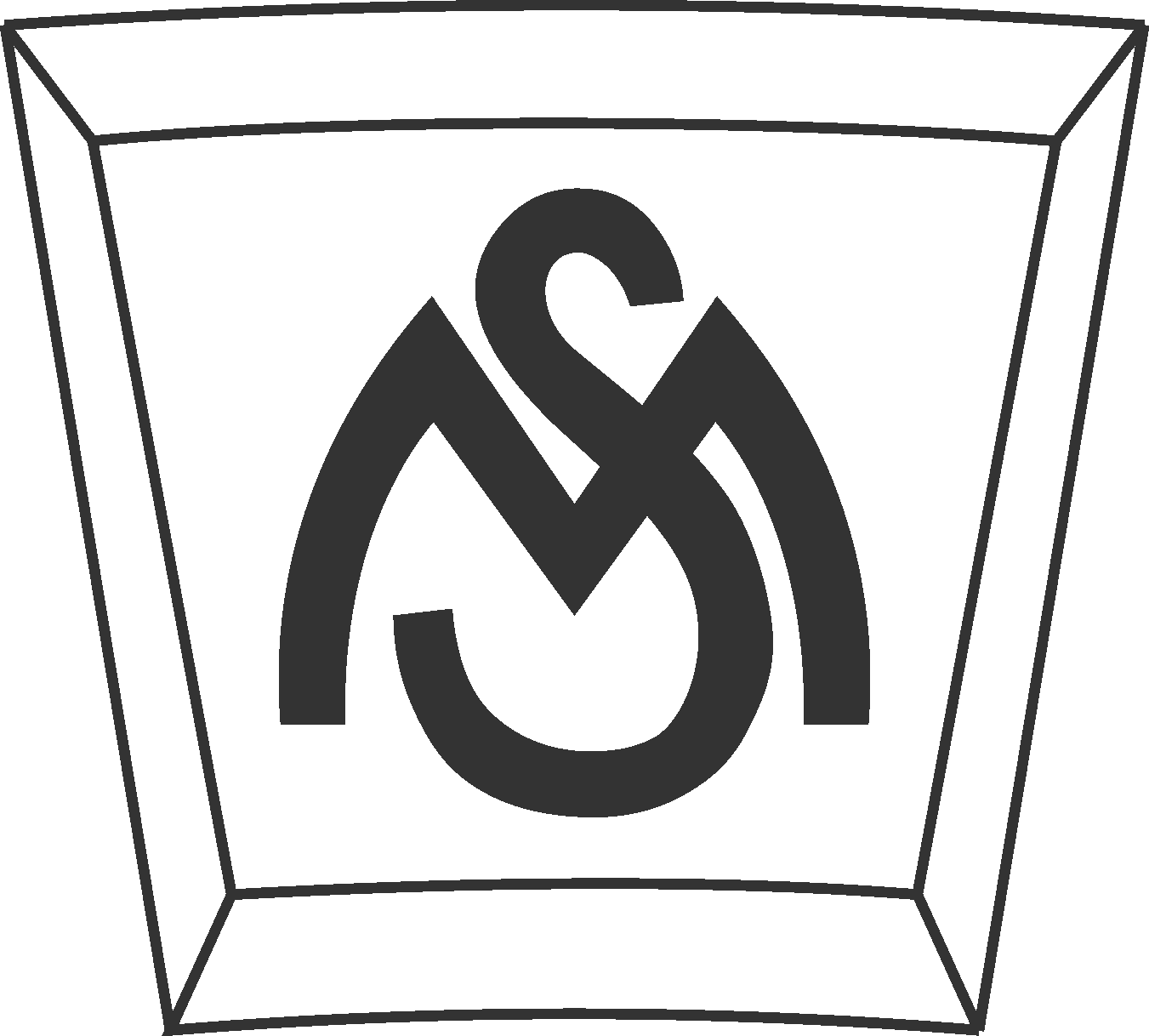
12. W zachowanych archiwaliach występuje tylko jedna firma z literami M i S w nazwie: "Müller i Seidel". [wz.33]
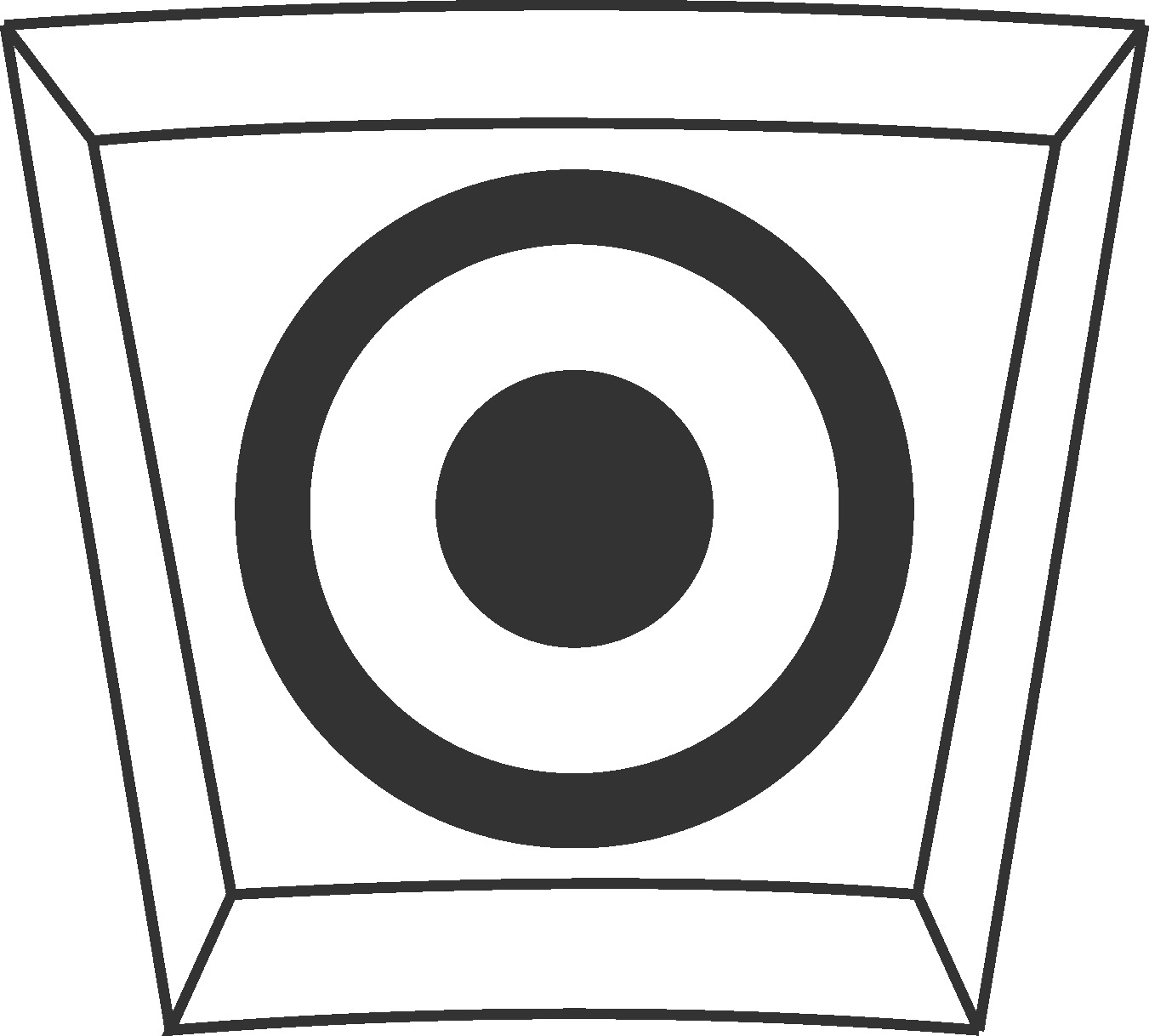
13. ? [wz.24 i wz.33]
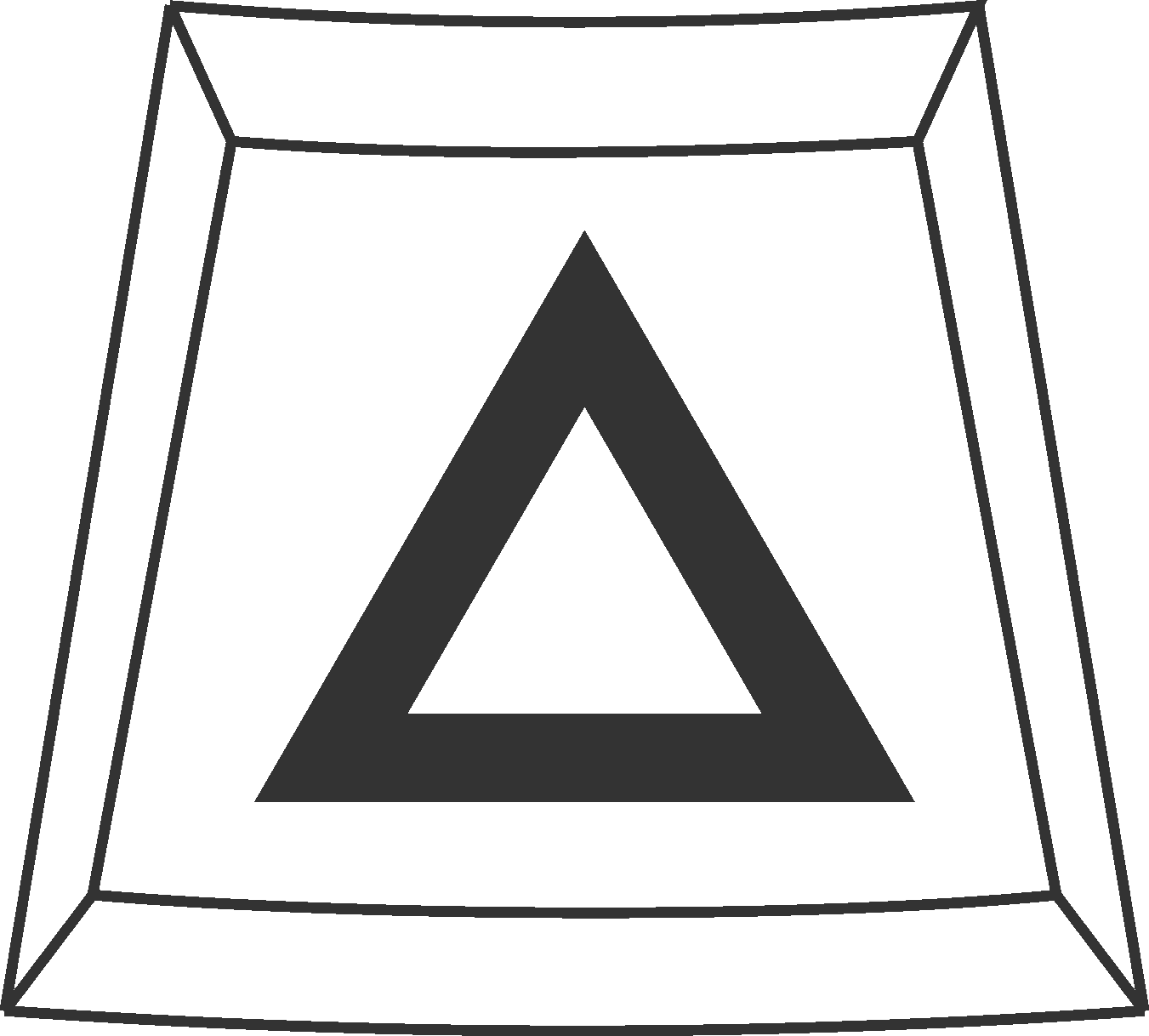
14. Być może "Dźwignia", trójkąt jako symbol punktu podparcia [?]. [wz.24]

rys. 7. Gros zamówień i wysoka częstotliwość występowania skorup z tą sygnaturą może sugerować firmę "St. Weigt".
rys. 9. Na sąsiedniej kostce dodatkowy znak (rys. wg egzemplarza granatu pochodzącego z partii eksportowej do Hiszpanii).
rys. 10. Prawdopodobnie "St. Weigt" – częste występowanie na skorupach wz.33.
| 1.  | "Wiepofana" Towarzystwo Akcyjne, Wielkopolska Odlewnia, Fabryka Narzędzi i Maszyn "Wiepofana" Spółka Akcyjna, Wielkopolska Odlewnia Fabryka Narzędzi i Maszyn (od 10.06.1931 r.), Poznań, ul. Dąbrowskiego 81 |
| 2.  | "Dźwignia" S.A., Zakłady Przemysłowo-Budowlane, Sosnowiec, ul. Swobodna 3 |
| 3.  | "Stąporków" T. A. Zakładów Górniczo-Hutniczych i Fabryk, Stąporków, zarząd: Warszawa, ul. Mazowiecka 7 |
| 4.  | "St. Weigt i S-ka" Fabryka Maszyn i Odlewnia Żelaza, Łódź, ul. Senatorska 22 "St. Weigt" S.A. Zakłady Przemysłowe, Łódź, ul. Senatorska 7/9 (od 1933 r.) (Stanisław Weigt) |
| 5.  | "Żeliwo" Sp. z o.o., Kraków, ul. Zwierzyniecka 33 |
| 6.  | "Arma" S.A., Fabryka Broni i Maszyn, Lwów, pl. Bema 3 |
| 7.  | "Lemiesz" Fabryka Pługów i Maszyn Rolniczych, Kraków, ul. Krowoderska 65 lub: "Lemiesz" Fabryka Pługów, Tarnów, pl. św. Marcina |
| 8.  | Drawska Lejarnia Żelaza i Fabryka Maszyn, inż. Kembliński i S-ka, Drawski Młyn, pow. Czarnkowski, biuro: Poznań, ul. Wierzbięcice 14 |
| 9.  | Odlewnia Żeliwa inż. Józef Chrzanowski, Sosnowiec |
| 10. | Polskie Fabryki Maszyn i Wagonów "L. Zieleniewski" w Krakowie, Lwowie i Sanoku S.A. |
| 11. | "Ernest Erbe" Fabryka Łączników i Wyrobów Lano-Kutych, Zawiercie, ul. Leśna 2 |
| 12. | Galicyjskie Karpackie Naftowe Towarzystwo Akcyjne, Fabryka Maszyn i Narzędzi Wiertniczych, Glinik Mariampolski |
| 13. | "Żarliński" [?] |
| 14. | "Granat" S.A., Przemysł Metalowy, zarząd: Warszawa, ul. Miodowa 8; fabryka: Kielce, ul. Młynarska 43 |
| 15. | "J. John" T. A. Fabryk Budowy Transmisji, Maszyn i Odlewni Żelaza, Łódź, ul. Batorego 4 "J. John" S.A. Budowy Transmisji, Maszyn i Odlewnia Żelaza, Łódź, ul. Piotrkowska 217/219, (od 1.01.1930 r.) (Józef John) |
| 16. | "Herzfeld & Victorius" S.A., Odlewnia Żelaza i Emaliernia "Herzfeld & Victorius" S.A., Odlewnia Żelaza i Emaliernia, ul. 3 Maja 13/14, Grudziądz Zakłady w Grudziądzu, Mniszku i Końskich: Fabryka Odlewów Żelaznych i Warsztaty Mechaniczne "Słowianin", Hochberg Mojżesz, Końskie, ul. Małachowskiego 47 Fabryka Odlewów Żeliwnych i Emaliowanych Herzfeld & Victorius S.A., Grudziądz, Fabryka w Końskich (od 24.06.1938 r.) |
| 17. | Starachowickie Zakłady Górnicze S.A., Starachowice, zarząd: Warszawa, ul. Warecka 15 |
| 18. | "Borek" Fabryka Maszyn i Odlewnia Żelaza i Metali, inż. Konrad Wyleżyński, zarząd: Warszawa, ul. Krochmalna 71, fabryka: Borek Fałęcki k. Krakowa, ul. Główna 7 |
| 19. | "M. Wolski i S-ka" S.A. Fabryki Maszyn i Narzędzi Rolniczych, Lublin, ul. 1 maja 16, oddziały: Lwów, Hrubieszów, Zamość (Mieczysław Wolski) |
| 20. | "H. Mühsam" S.A., Dom Rolniczy, Fabryka Maszyn i Odlewnia Żelaza, Włocławek, oddział w Warszawie, ul. Mazowiecka 7 (Hugo Mühsam) |
| 21. | "Obidniak i S-ka" Sp. z o.o., Polska Odlewnia Dzwonów, Metali i Żelaza, Krosno (nie wykonano zamówienia próbnego) |
| 22. | "W. Klimek" Odlewnia Żelaza i Metali – Fabryka Maszyn, Kraków, ul. Mogilska 71 (Władysław Klimek) |
| 23. | "Białogon" Zakłady Mechaniczne i Odlewnia Żelaza, Kielce |
| 24. | "Kraj" Fabryka Maszyn i Narzędzi Rolniczych, R. Jaworski i Synowie, Stanisławów, ul. Sobieskiego 92 |
| 25. | Fabryka Maszyn i Odlewnia Żelaza "Müller i Seidel" S.A., Łódź, ul. Żeromskiego 96 |